# Каталонцы
Каталонцы (кат. catalans, catalanes) — народ, население испанского автономного сообщества Каталония, французского Руссильона и части регионов итальянской области Сардиния. Язык — каталанский, а также испанский, французский, итальянский. Государственным каталанский является только в Андорре. Основная религия — католицизм.
Каталония дала миру знаменитого архитектора Антони Гауди, создавшего оригинальные произведения архитектуры. Не менее знаменит экстравагантный художник-сюрреалист Сальвадор Дали.

## Ареал расселения и численность

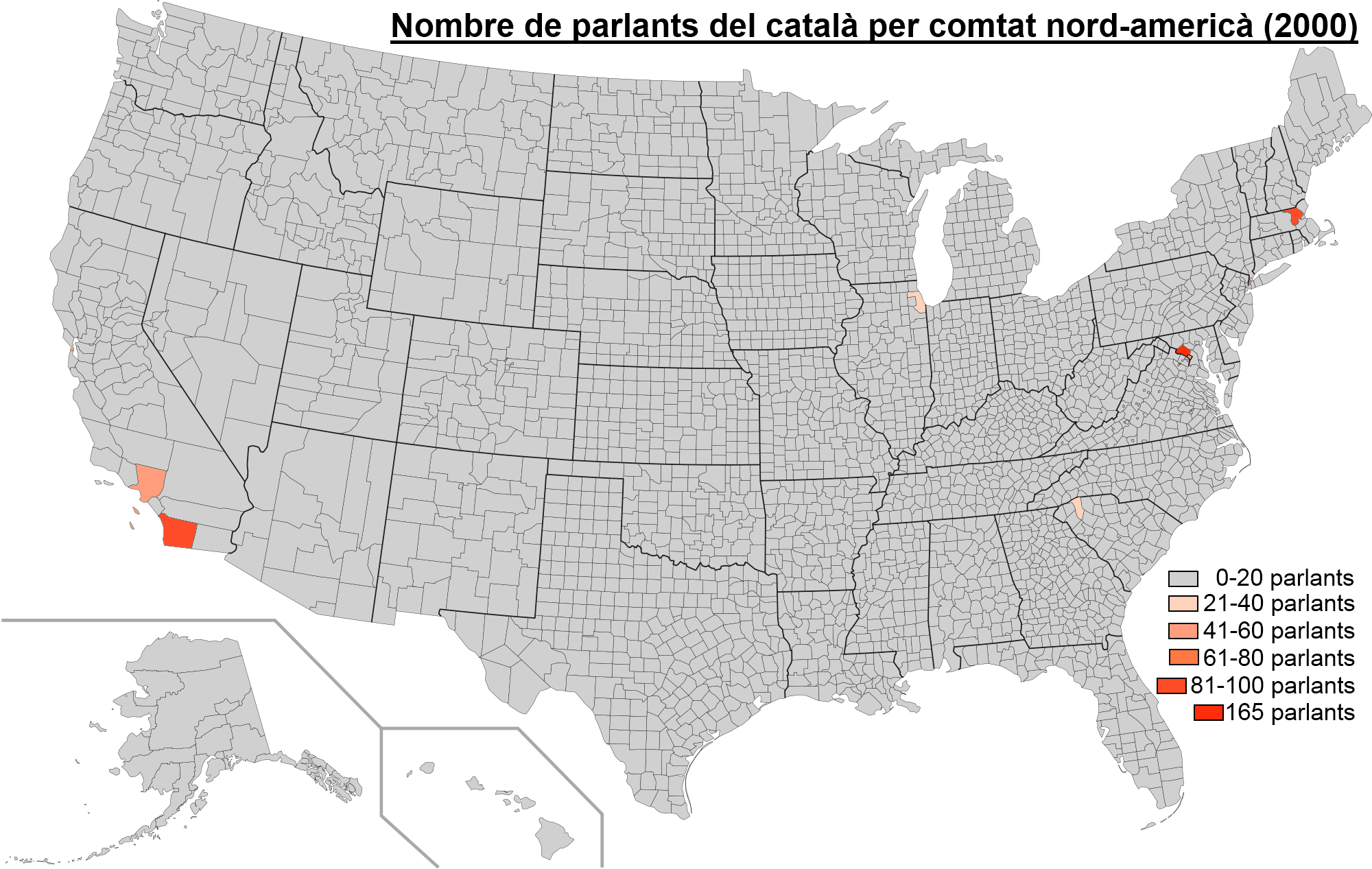
Каталаноязычные в США

Свыше 9/10 всех каталонцев проживает в Испании, в частности, в автономном сообществе Каталония, а также в испанских провинциях Валенсия, Мурсия, Наварра (автономное сообщество) и Арагон, на Балеарских островах т. д. Кроме Испании, каталонцы живут в Андорре, где составляют 61 % населения страны (1990 г.) во Франции, преимущественно в департаменте Восточные Пиренеи, который является частью исторической Каталонии, в ряде стран Латинской Америки — в Аргентине, Мексике, Чили, Бразилии, Уругвае, Венесуэле, Колумбии на Кубе, Доминиканской Республике, в странах Западной Европы (Германия, Швейцария, Бельгия, Италия и т. п.), а также в США и Алжире.
Несмотря на давнюю историю, национальное самосознание каталаноязычных, которые проживают за пределами исторической Каталонии, то есть в автономном сообществе Валенсия, на Балеарских островах, в Арагоне, Мурсии и на острове Сардиния, является слабым. Официально в Валенсии даже язык местных жителей называется не каталанским, а валенсийским. В этих каталонских землях часто бывает, что человек всю жизнь в основном говорит на каталанском языке, но осознаёт себя валенсийцем, балеарцем или арагонцем (и испанцем)[прояснить]

## Язык
Язык каталонцев — каталанский — принадлежит к окситано-романской подгруппе романской языковой группы индоевропейской семьи языков. Наибольшее языковое родство каталанский имеет с окситанским языком, а также с итальянским (87 %), испанским и португальским языками, с которыми словарная близость достигает 85 %. В Автономном сообществе Валенсия каталанский официально называют «валенсийским языком», хотя Университет Валенсии настаивает именно на названии «каталанский язык». На Балеарских островах употребляют только термин «каталанский язык». Иногда каталанский язык называют «каталанско-валенсийско-балеарским».
Диалекты каталанского языка объединяются в две группы — восточную (центральнокаталанский, балеарский, северокаталанский и альгерский) и западную (северо-западный, валенсийский и переходные). Литературная норма каталанского языка сформировалась на основе центральнокаталанского варианта (район Барселоны).
Письменность на основе латиницы. Древнейшие литературные памятники на каталанском датируются концом XII — началом XIII веков. Каталонская литература в Средневековье развивалась преимущественно в жанрах исторических хроник и собраний проповедей. Создатель литературного каталанского — Раймунд Луллий, автор романа «Бланкерна» (кат. Blanquerna, около 1284 года.)
На современном этапе каталанский официально является одним из региональных языков Испании и преобладает в Каталонии. Каталонский — язык прессы, радио и телевещания, национальной и массовой культуры. В то же время, среди самих каталонцев распространено двуязычие — знание и использование испанского или французского языков (государственных языков стран проживания) в качестве второго.
Уровень грамотности среди каталонцев достигает 96 %.

## История и происхождение

### Ранняя история
Предками каталонцев являются иберийские племена, поселившиеся в восточной и юго-восточной части Пиренейского полуострова в 1-м тысячелетии до н. э., которые подверглись значительному кельтскому влиянию, создав сообщество так называемых кельтиберов (к VIII веку до н. э.). Позже они подверглись влиянию финикийцев и карфагенян, которые основали на каталонском побережье Средиземноморья свои колонии. Следствием поражения Карфагена в Пунических войнах стало завоевание средиземноморских колоний Римом, в том числе и земель современной Каталонии (II век до н. э.).
Во время римского владычества произошла романизация местного населения, которая продолжалась на протяжении почти 7 веков вплоть до падения Римской империи (476 год) и не прекратилась после него. В это же время латинский язык на каталонских землях вульгаризируется, давая начало каталонскому наречию.

### Каталонские земли в V—XV веках

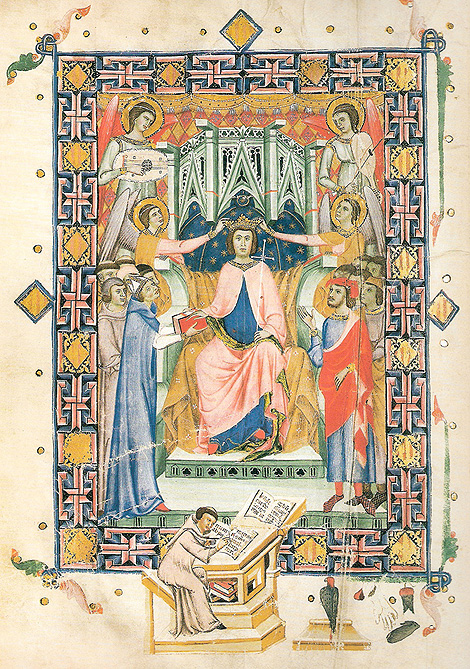
Хайме I Завоеватель (1208—1276)

В V веке на территорию современной Каталонии проникают германские племена вестготов, которые утверждают своё господство до 718 г., когда в результате нашествия арабо-берберских войск мусульманских завоевателей этот регион подпадает под их влияние почти на век. В конце VIII века франки отвоёвывают часть каталонских земель, с тех пор имея на них постоянное влияние; в это же время в результате Реконкисты от арабского владычества освобождаются остальные земли каталонцев. Барселонское графство, зависящее от Франкского королевства, становится надёжной опорой христианского мира в борьбе с арабскими захватчиками, которая продолжалась вплоть до XV века.
В XII веке Барселонское графство объединяется с королевством Арагон благодаря браку между графом Барселоны Рамоном Беренгером IV и арагонской принцессой Петронилой. В течение XIII века им правили короли Хайме I (1213—1276) и Педро III Великий (1276—1285), которые проводили мудрую и взвешенную внутреннюю и агрессивную внешнюю политику. При их правлении каталанский язык становится официальным языком Арагонского королевства, активно развиваются искусство и литература.
В 1492 году заключён судьбоносный династический брак Изабеллы Кастильской и Фердинанда II Арагонского. В результате образовалось централизованное испанское государство, а судьба Каталонии с тех пор стала связана с судьбой Испанского королевства

### Каталонские земли в XVI—XIX веках
Некоторое время Каталонии (в составе Арагонского королевства) удаётся сохранять относительную политико-экономическую самостоятельность, но в дальнейшем на каталонских землях разворачиваются события, которые во многом определили будущую судьбу и политическую карту Европы.
В середине XVII века вспыхнул франко-испанский конфликт, и большинство каталонской знати переходит на сторону французского короля Людовика ХІІІ. Война заканчивается в 1659 году подписанием Пиренейского мира, последствия которого были катастрофичны для Каталонии — её разделили между Испанией и Францией.
Но еще более трагичными для каталонцев были последствия Войны за испанское наследство (1701—1714) между Габсбургами (на их стороне были Великобритания, Австрия и Нидерланды) и Бурбонами (Франция и Испания), которая закончилась осадой Барселоны (1714 год). Из-за поддержки каталонским дворянством эрцгерцога Карла VI, который проиграл испанскую корону Филиппу V — первому Бурбону на испанском троне, права Арагонского королевства упразднили.
В XVIII веке испанское правительство проводило жесткую централизаторскую политику, которая в Каталонии выражалась в ущемлении прав каталонцев и усилении испанизации. В то же время, ассимиляционные процессы в среде каталонцев не были такими значительными, как в соседней Франции

### С середины XIX века по настоящее время
В 1840-х годах укрепляется каталонское национальное сепаратистское движение. Активно действует каталонская национальная интеллигенция, закладываются основы теории каталонского национализма, окончательно формируется литературная норма каталанского языка. Самый активный борец за каталонскую самостоятельность этого времени — Валенти Альмираль, политик, автор теории каталонизма, основатель первой ежедневной газеты на каталанском (кат. El diari català).
Усилия каталонских националистов в начале XX века увенчались обретением автономии в 1932 г., которая, тем не менее, с установлением режима Франко в 1939 г. была упразднена. После смерти Франко и демонтажа франкистского режима каталонскую автономию восстановили (сентябрь 1977 г.), что законодательно было закреплено в Конституции Испании 1978 г.
Автономия дала импульс развития каталонской нации, популяризации культуры и языка каталонцев. Сегодня каталонские элиты разделены между сторонниками независимости от Мадрида вплоть до государственного самоопределения и сторонниками существующей автономии. 18 июня 2006 г. в Каталонии состоялся референдум, по результатам которого 74 процента его участников высказались за бо́льшую самостоятельность своей автономии и признание каталонцев отдельным народом. Область получила широкие права в регулировании внутренней жизни, в частности, в налоговой системе, законотворчестве и эмиграционной политике. Новая редакция Конституции автономии, которая регулирует её жизнь и отношения с центром — Мадридом — теперь определяет Каталонию как отдельную нацию, что делает её таким образом одной из наиболее независимых автономий в Европе.

## Материальная и духовная культура

### Поселения и жилище
Каталонцы — издавна урбанизированная нация, однако значительная часть каталонцев живёт в сельской местности. В сельской местности живут как в хуторах, так и в деревнях. Типичный крестьянский дом — двухэтажный, каменный, с галереей. В Валенсии — одноэтажный, с плетёными стенами, обмазанными глиной, и тростниковой крышей.

### Национальная одежда

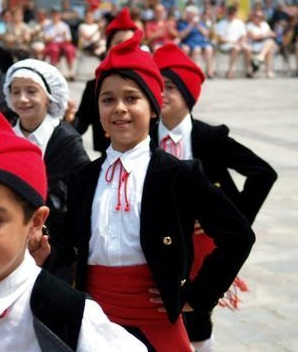
Каталанский мужской костюм

Каталонский национальный костюм сохранился относительно хорошо, а некоторые его детали стали символами национальной идентичности: специфическая каталанская мужская шапочка — барретина (кат. barretina), мужской длинный, преимущественно красный, пояс файша (кат. faixa) и женские кружева рэт (кат. ret).
Традиционная одежда каталонцев Руссильона (Французская Каталония), барселонских каталонцев, валенсийцев, а также жителей Балеарских островов существенно отличаются.
Характерный женский костюм каталонцев — это короткая клетчатая юбка с фартуком, блузка с короткими рукавами, шарф, скрещивающийся на груди.
Классическим каталонским мужским костюмом считаются узкие короткие однотонные брюки, подпоясанные файшей, белая рубашка, жилет и курточка.
И мужчины и женщины часто носили на груди платки. Национальная обувь — сандалии эспадрильи из дрока, в холодное время — кожаные ботинки.

### Национальная кухня

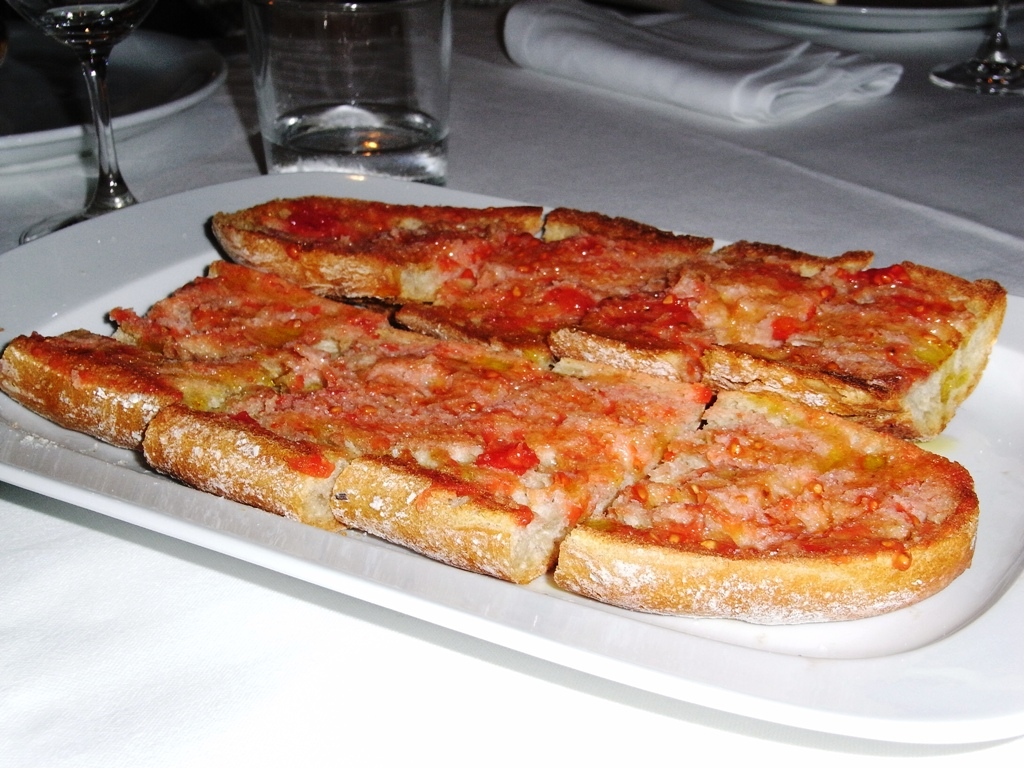
Хлеб с помидором по-каталонски

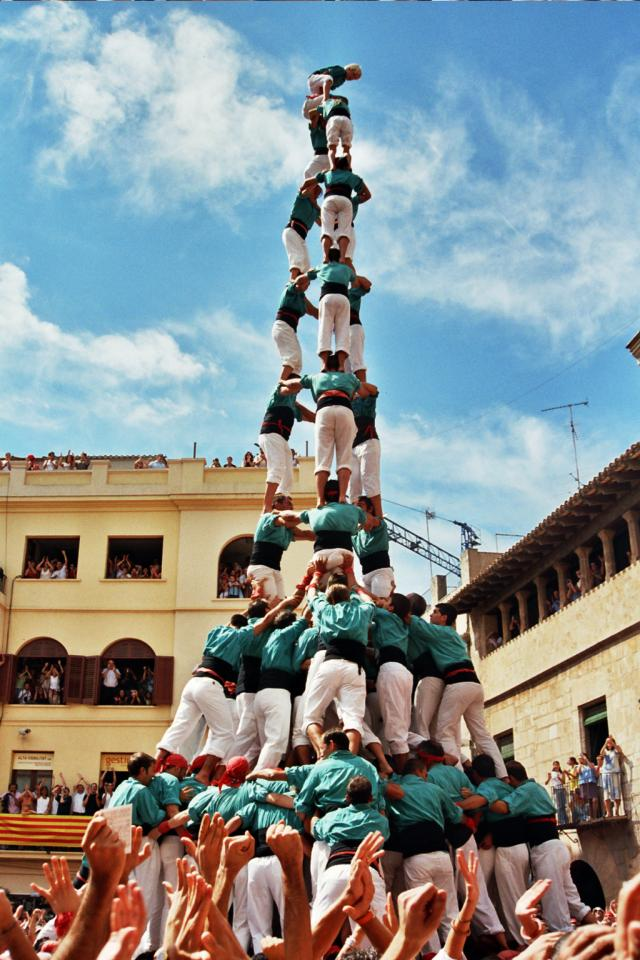
Кастель — «человеческий замок»

Каталонская кухня в целом относится к средиземноморской, характеризуется значительным количеством овощей и салатов и применением оливкового масла. Широко употребляются растительные продукты, овощи, фасоль, картофель, но присутствует и мясо. Очень характерны продукты моря.
Типичный дневной рацион: утром — легкий завтрак, молоко или кофе; днём — обед, овощи, фрукты, мясо, рыба, умеренное количество вина; вечером — ужин плотнее, чем завтрак, но легче, чем обед.
Среди национальных блюд каталонской кухни — эскуделья, то есть мясной бульон с лапшой, в котором варились мясо и различные овощи (картофель, морковь, фасоль, репа и т. д.), которые подаются как отдельное блюдо корнадалья; мясные колбаски (кат. embotits) и специфически каталонская закуска, обычно на завтрак, — хлеб с помидором по-каталонски (кат. pa amb tomàquet). У каталонцев распространены супы, в том числе и кремовидные на молоке.
Среди безалкогольных напитков каталонцы употребляли молоко и фруктовые соки; позже значительное распространение получил кофе. Традиционные алкогольные напитки — вина, в том числе игристые, т. н. кава (кат. cava)

### Духовная культура
Устный фольклор каталонцев представлен песнями, легендами и сказками, пословицами и поговорками. Среди песен распространены романтические жанры; широко бытуют народные стихотворные (и прозаические) версии французских средневековых рыцарских романов (Песнь о Роланде). Среди рассказов много легенд о Сан Жорди (Святой Георгий), который обращает людей в христианство, преодолевая различные тяготы и спасая людей от разных тварей (драконы, великаны), и былей и сказаний о фантастических существах, часто враждебных человеку, — муладона (кат. muladona), пазанта (кат. pesanta) и т. д.
Очень развит танцевальный фольклор. Среди самых популярных танцев — сардана и болангера, на юге страны и в Валенсии — танец жота. Для сарданы характерным является движение танцоров (мужчины и женщины) по кругу, которые держатся за руки под аккомпанемент коблы — оркестра из смычковых, духовых и ударных музыкальных инструментов.
В Каталонии проводится много различных фестивалей, гуляний и карнавалов, в том числе и местных. Традиционным каталонским развлечением, которое пользуется большой популярностью, как у местных жителей, так и туристов, являются т. н. «человеческие башни» — кастели. В провинции Валенсия подобная традиция называется муишеранга и ежегодно празднуется в городе Альхемеси в начале сентября.
Своеобразным колоритом отличаются традиции каталонцев относительно празднования христианских праздников, в частности Рождества. По территории Каталонии проходит Путь Святого Иакова (католическое паломничество). Каталонским духовным и религиозным центром является монастырь Монсеррат

## Вклад в мировую культуру

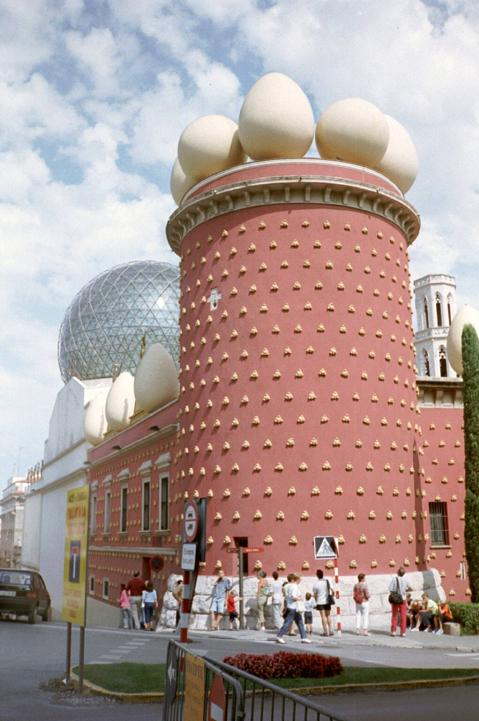
Вход в Театр-музей Дали (Фигерас)

Один из самых знаменитых каталонцев в мире — выдающийся художник и скульптор, яркий представитель европейского сюрреализма Сальвадор Дали (1904—1989), который родился и большую часть жизни провел в каталонском городе Фигерас, где ныне находится Театр-музей Дали.
Своим оригинальным внешним видом и незаурядной застройкой каталонская столица Барселона обязана всемирно известному архитектору-модернисту Антони Гауди (1852—1926), его авторству также принадлежит Храм Святого Семейства в Барселоне.
Мальоркским каталонцем был Раймунд Луллий (1235—1315) — средневековый странствующий философ и проповедник, предтеча математической логики, один из первых, кто использовал каталанский язык в своих трудах.
Каталонское происхождение имеет французский учёный и политический деятель Франсуа Араго (1786—1853), 25-й премьер-министр Франции. Также каталонцем по происхождению был Хосе Фигерес Феррер (1906—1990), которого трижды избирали президентом Коста-Рики в период с 1948 по 1974 годы.
В области музыки известны: выдающийся исполнитель-гитарист и композитор Фернандо Сор (1778—1839), известный также как педагог: его «Школа игры на гитаре» (1830) до сих пор не теряет своей актуальности; композитор Исаак Альбенис (1860—1909), известный своими произведениями для фортепиано на основе народной музыки; один из лучших виолончелистов мира Пау Казальс (1876—1973), известный также как композитор, дирижёр и общественный деятель; оперные певцы — сопрано Монсеррат Кабалье (1933—2018) и тенор Хосе Каррерас (род. в 1946), а также испанская поп-звезда, певец Серхио Дальма (род. в 1964).
В спорте и околоспортивной сфере известны: президент МОК Хуан Антонио Самаранч (1920—2010), занимавший эту должность в период с 1980 по 2001; члены сборной Испании по футболу, игроки ФК «Барселона» Карлес Пуйоль (род. в 1978) и Хави Эрнандес (род. в 1980), а также мотогонщик Дани Педроса (род. в 1985), чемпион мира в классе 125 и 250 кубов. В 1992 году в период с 25 июля по 8 августа Барселона принимала XXV летние Олимпийские игры.
Одна из первых подводных лодок, которая не потерпела крушение во время испытаний, была построена в XIX веке каталонцем Нарсисом Монтуриолем.
Родом из Каталонии был и знаменитый винодел Факундо Бакарди (1814—1887), который в 1862 году основал на Кубе винодельческую компанию «Бакарди».